# Berliner-Joyce OJ
El Berliner-Joyce OJ fue un avión de observación estadounidense construido por la Berliner-Joyce Aircraft en los años 30 del siglo XX.

## Desarrollo y diseño
El OJ era un biplano biplaza de dos flotadores con el fuselaje recubierto de tela y alas escalonadas. El prototipo, designado XOJ-1, voló por primera vez en mayo de 1931. Fue diseñado para cumplir un requerimiento de la Armada de los Estados Unidos, Diseño Núm. 86 de la Oficina de Aeronáutica (BuAer), donde se solicitaba un biplano ligero de observación que pudiera ser usado desde las catapultas de los cruceros ligeros. El otro diseño construido para este mismo plan fue el Keystone XOK-1, siendo numerado el único prototipo como A-8357. Voló por primera vez el 5 de enero de 1931, pero se destruyó en un accidente en abril del mismo año, en una demostración antes de las pruebas navales, cuando una pieza de su capota del motor de estilo NACA se desprendió, y golpeó las alas y la cola, causando que el fuselaje se partiese en vuelo. Aunque el piloto de pruebas se lanzó con éxito, estando a punto para las pruebas el Berliner-Joyce XOJ-1 y el Vought XO4U-1 (construido para una especificación ligeramente diferente), la BuAer decidió no continuar el desarrollo del XOK-1.
Tras ganar la competición contra Keystone, la Armada ordenó 18 aviones de producción a Berliner-Joyce, designados OJ-2, en marzo de 1932. Se emplazaron otras dos órdenes de continuación, una en mayo de 1933 por nueve aviones y otros doce en diciembre de 1933 para su uso por unidades de reserva. Una solicitud de una versión modificada, designada XOJ-3, que iba a tener una cabina parcialmente cerrada y otras mejoras, fue abandonada.

## Variantes
XOJ-1
Prototipo equipado con un motor de pistones R-985-1 de 400 hp, uno construido (matrícula A8359).
OJ-2
Variante de producción que tenía tren de aterrizaje intercambiable de flotadores o ruedas, 38 construidos (matrículas A9187/9204, A9403/9411, A9572/9583).
XOJ-3
Propuesta de variante mejorada, no construida (un OJ-2 convertido (matrícula A9196), devuelto a su configuración inicial).
Keystone XOK-1
Variante construida por Keystone, basada en el mismo Diseño 86 de la Oficina de Aeronáutica, equipada con un R-985-A de 400 hp, uno construido.

## Operadores
Estados Unidos
- Armada de los Estados Unidos
  - VS-5B
  - VS-6B

## Historia operacional
El OJ entró en servicio con los escuadrones VS-5B y VS-6B en 1933, principalmente en los cruceros ligeros de la Clase Omaha. Algunos OJ fueron usados en unidades de reserva, siendo la primera el escuadrón VN-6R, que estaba basado cerca de Washington, para entrenar pilotos de la reserva y para permitir mantener sus categorías de vuelo a los oficiales de organización. En 1936, los aviones restantes eran operados por unidades de la reserva y en el inicio de la Segunda Guerra Mundial, todavía estaban en servicio 29 aviones. La Armada detuvo el programa de remozado de los aviones y a mitad de 1941, todos habían sido dados de baja.
Inusualmente para su generación, sólo se perdieron cuatro aviones en accidentes, sin ninguna pérdida humana.

## Especificaciones
Referencia datos: 

### Características generales
- Tripulación: Dos (piloto y observador/artillero)
- Longitud: 7,82 m
- Envergadura: 10,64 m
- Altura: 3,30 m[6]
- Superficie alar: 26,4 m²[6]
- Peso vacío: 1058 kg[6]
- Peso cargado: 1646 kg
- Planta motriz: 1× motor radial de 9 cilindros refrigerado por aire Pratt & Whitney R-985-A Wasp.
  - Potencia: 298 kW (400 hp)

### Rendimiento
- Velocidad nunca excedida (Vne): 243 km/h
- Alcance: 853 km[6]
- Techo de vuelo: 4660 m[6] (15300 pies)
- Régimen de ascenso: 4,2 m/s[6][7] (826 pies/s)

### Armamento
- Ametralladoras: 

  - 1 fija de 7,62 mm de tiro frontal[6]
  - 1 flexible en cabina trasera[6]
- Bombas: 110 kg en soporte alar[6]

### Aeronaves similares
- Curtiss SOC Seagull
- Keystone XOK
- Vought O4U Corsair

### Secuencias de designación
- Secuencia O_J (Aviones de Observación de la Armada estadounidense, 1922-1962 (Berliner-Joyce, 1929-1935)): OJ

### Listas relacionadas
- Anexo:Aeronaves militares de los Estados Unidos (navales)